# Macairea linearis
Macairea linearis är en tvåhjärtbladig växtart som beskrevs av Henry Allan Gleason. Macairea linearis ingår i släktet Macairea och familjen Melastomataceae. Inga underarter finns listade i Catalogue of Life.